# Yes (2025)
Yes (auch Yes!) ist eine Satire von Nadav Lapid. Der israelische Film mit Ariel Bronz, Efrat Dor, Naama Preis und Alexei Serebrjakow spielt eineinhalb Jahre nach dem Terrorangriff der Hamas auf Israel am 7. Oktober 2023 und feierte im Mai 2025 bei den Internationalen Filmfestspielen in Cannes seine Premiere. Der Kinostart in Deutschland ist Mitte November 2025 geplant.

## Handlung
Der Jazzmusiker Y. kämpft ums pure Überleben. Er und seine Frau Yasmin, eine Tänzerin und Hip-Hop-Tanzlehrerin, leben mit ihrem kleinen Sohn in einer bescheidenen Stadtwohnung. Sie verkaufen ihre Kunst, ihre Seele und ihren Körper an die Elite Tel Avivs und bringen mit ihren Tanzshows auf Privatpartys einer niedergeschlagenen Nation nach dem Terrorangriff der Hamas auf Israel am 7. Oktober 2023 Freude und Trost. Dabei nehmen sie jeden Auftritt an, den sie kriegen können, um über die Runden zu kommen. Sie können einfach nicht „Nein“ sagen.
Bald blondiert sich Y. die Haare und wird mit einer Aufgabe höchster Wichtigkeit betraut, der Vertonung einer neuen Nationalhymne. Bezahlt wird er von einem russischen Oligarchen, der eine Lobhymne auf die israelische Armee und die Barbareien in den letzten 18 Monaten im Gazastreifen erwartet, der vernichtet werden soll. Gemeinsam mit seiner Exfreundin Leah, die für die Israelischen Verteidigungsstreitkräfte arbeitet, unternimmt Y. eine Reise in die Grenzregion.

## Produktion

### Regie und Drehbuch
Regie führte Nadav Lapid, der auch das Drehbuch schrieb. Er begann mit diesem lange vor dem Terroranschlag der Hamas auf Israel am 7. Oktober 2023. Anfänglich plante er eine musikalischen Tragödie. „Ich wollte einen Film über die Schwäche von Künstlern in unserer Welt machen, über die Schwäche von Künstlern angesichts der Macht von Geld und Politik, über die Schwäche von Künstlern, die nicht mehr ‚Nein‘ sagen können, die dazu verdammt sind, in einer schlechten Welt ‚Ja‘ zu sagen“, so Lapid. Dann jedoch sei der 7. Oktober gekommen, und er habe über den Tod und nicht nur den Tod der Kunst sprechen wollen. Es handelt sich bei Yes nach Ha-Chavera Shell Emile von 2006, Policeman von 2011, Ich habe ein Gedicht von 2014, Love Letter to Cinema von 2014, Synonymes von 2019 und Aheds Knie von 2021 um seinen siebten Spielfilm. Auch in Letzterem hieß sein Protagonist schlicht Y.
Wie in den meisten seiner Filme, so in Synonymes und Aheds Knie, brachte der israelische Filmemacher auch in Yes unverblümt seine Kritik an der Regierungspolitik seines Geburtslandes, dessen nationaler Militärkultur und künstlerischer Zensur zum Ausdruck.

### Filmaufbau
Der Film ist in drei Kapitel unterteilt, beginnend mit The Good Life („Das gute Leben“). Im zweiten Kapitel The Path („Der Weg“) blondiert sich Y. die Haare, besorgt sich ein Paar Schlangenlederstiefel und zieht sich für seine kreative Arbeit in die Wüste zurück. Das dritte Kapitel ist The Night („Die Nacht“) betitelt. Die von Y. im Film geschaffene Hymne verwendet Texte einer realen rechtsextremen israelischen Gruppe, der antipalästinensischen Civic Front.

### Besetzung und Dreharbeiten
Ariel Bronz und Efrat Dor spielen den Jazzmusiker Y. und seine Partnerin Yasmin. Naama Preis spielt seine Exfreundin Leah, eine IDF-Mitarbeiterin, die ihn auf seiner Inspirationsreise zur palästinensischen Grenze begleitet. Preis ist Lapids Lebensgefährtin und spielte bereits in Aheds Knie. Alexei Serebrjakow ist in der Rolle des Milliardärs, eines russischen Oligarchen, zu sehen.
Die Dreharbeiten fanden von Anfang Januar bis Ende Dezember 2019 in Israel statt. Als Kameramann fungierte Shai Goldman, mit dem Lapid bereits für Policeman, Synonymes und Aheds Knie zusammenarbeitete.

### Veröffentlichung
Die Premiere des Films war am 22. Mai 2025 bei den Internationalen Filmfestspielen in Cannes, wo er in der Quinzaine des cinéastes gezeigt wurde. Dort stellte Les Films du Losange Yes auch beim Marché du film vor. Ende Juni, Anfang Juli 2025 erfolgten Vorstellungen beim Filmfest München und beim La Rochelle Film Festival und im Juli 2025 beim Internationalen Filmfestival Karlovy Vary, beim Jerusalem Film Festival und bei Nowe Horyzonty. Im September 2025 wird er bei der Filmkunstmesse Leipzig gezeigt. Der Kinostart in Deutschland ist am 13. November 2025 geplant.

## Rezeption

### Kritiken
Von den bei Rotten Tomatoes aufgeführten Kritiken sind 92 Prozent positiv.
Guy Lodge schreibt in seiner Kritik für Variety, Nadav Lapids Satire sei subtil wie eine Kanonenkugel in ihrer Vernichtung der herrschenden Klassen und derer, die ihnen gehorchen. Yes sei eine absurde Komödie voll von todernster Polemik. Lapid überrasche mit der schieren, stechenden Intensität seiner Wut gegen den Staat, die sich auf seinen amoralischen, unbeschriebenen Protagonisten projiziert. Dabei sei der Film berauschend aktuell. Manche mögen die Filme des Regisseurs als belehrend und in ihrer Aussage repetitiv erachten, doch habe er Yes mit genau der für ihn typischen Dynamik konstruiert, so Lodge. Der Film sei nicht so lyrisch wie Synonymes oder so intellektuell vertrackt wie Ahed’s Knee, doch dulde er es nicht, missverstanden zu werden.

### Auszeichnungen
Filmfest München 2025
- Nominierung im Wettbewerb CineMasters[10]